# Alfa (tokamak)
Alfa — radzieckie urządzenie z układem pinchu toroidalnego do badania plazmy, zbudowane w Leningradzie w latach 60. XX wieku przez Instytut Badawczy Przyrządów Elektrofizycznych i Leningradzki Instytut Fizyki i Techniki. Uzyskiwano w niej plazmę o gęstości do 1014 cząstek/cm³.
Była to komora toroidalna o masie 156 ton, średnicy 1 metra i średnicy zewnętrznej 4 metrów. Pozwalała na wyładowanie 1,5 MJ zgromadzonej w akumulatorach energii elektrycznej w ciągu kilku milisekund.